# 祐天
祐天（ゆうてん、寛永14年4月8日（1637年5月31日）- 享保3年7月15日（1718年8月11日））とは、浄土宗大本山増上寺36世法主で、江戸時代を代表する呪術師。字は愚心。号は明蓮社顕誉。
密教僧でなかったにもかかわらず、強力な怨霊に襲われていた者達を救済、その怨霊までも念仏の力で成仏させたという伝説がある。祐天の除霊伝説は存命中に書かれた『死霊解脱物語聞書』など、大衆向けに書かれた出版物によって広まった。その後、当時盛んだった説教節や、18世紀半ばになって書かれた『祐天大僧正御伝記』などの伝記の中で祐天の除霊譚は地蔵菩薩の化身として語られ、後々まで庶民の間で信じられてきた。

## 経歴
祐天は陸奥国（後の磐城国）磐城郡新田村（上仁井田村、現在のいわき市四倉町上仁井田）に生まれ、12歳で増上寺の檀通上人に弟子入り。5代将軍徳川綱吉、その生母桂昌院、徳川家宣の帰依を受け、幕命により下総国大巌寺・同国弘経寺・江戸伝通院の住持を歴任し、正徳元年（1711年）増上寺36世法主となり、大僧正に任じられた。晩年は麻布龍土町の地に草庵を結んで隠居し、享保3年（1718年）82歳で入寂するまで、多くの霊験を残した。死後に目黒の善久院（後の祐天寺）に埋葬された。
明応7年(1498年)の大地震によって堂宇が損壊して以来露坐となり荒廃が進んでいた鎌倉大仏を、浅草の商人野島新左衛門(泰祐)の喜捨を得て、養国とともに復興を図る。そして鎌倉大仏の鋳掛修復に着手し、念仏専修の寺院「清浄泉寺高徳院」として再興、当時、浄土宗関東十八檀林の筆頭であった光明寺の「奥之院」に位置づけた。

## 累ヶ淵の説話
祐天の奇端で名高いのは、下総国飯沼の弘経寺に居た時、羽生村（現在の茨城県常総市水海道羽生町）の累という女の怨霊を成仏させた累ヶ淵の説話『死霊解脱物語聞書』である。この説話をもとに多くの作品が創作されており、曲亭馬琴の読本『新累解脱物語』や、三遊亭円朝の怪談『真景累ヶ淵』などが有名である。

## 登場作品
- 朝松健『元禄霊異伝』
- 朝松健『元禄百足盗』
- 朝松健『妖臣蔵』

以上の三作品は、祐天を主人公とした伝奇時代小説の三部作を構成している。